# Beulah (Dacota do Norte)
Nota: Para outros significados de Beulah, ver Beulah.
Beulah é uma cidade localizada no estado norte-americano de Dacota do Norte, no Condado de Mercer.

## Demografia
Segundo o censo norte-americano de 2000, a sua população era de 3152 habitantes. 
Em 2006, foi estimada uma população de 2993, um decréscimo de 159 (-5.0%).

## Geografia
De acordo com o United States Census Bureau tem uma área de 
6,2 km², dos quais 6,2 km² cobertos por terra e 0,0 km² cobertos por água.

## Localidades na vizinhança
O diagrama seguinte representa as localidades num raio de 36 km ao redor de Beulah. 